# Burkhard Gantenbein
Burkhard Herbert Gantenbein (1912. július 14. – 2007. augusztus 27.) olimpiai bronzérmes svájci kézilabdázó.
Részt vett az 1936. évi nyári olimpiai játékokon, amit Berlinben rendeztek. A kézilabdatornán játszott, és a svájci válogatott tagjaként bronzérmes lett.